# El Canta claro
El Canta claro: periódico satírico-político jocoso-serio y de intereses locales, va ser un periòdic satíric reusenc que va sortir l'any 1869.

## Història
"Saldrá todos los días que salir le plazca" deia a la capçalera, i sembla que només li va plaure sortir un cop. Va ser creat i dirigit pel polític conservador Marià Pons, amb l'única finalitat de respondre als atacs que rebien ell i el seu diari, El Crepúsculo, d'ideologia monàrquica, per part d'El Mosquito. El periòdic es dedicà a atacar a Joaquim Maria Bartrina, Güell i Mercader i Tomàs Lletget, i també a tot el que portés el segell de republicà. Bartrina, fins i tot, va treure un fulletó lamentant els atacs de El Canta claro.

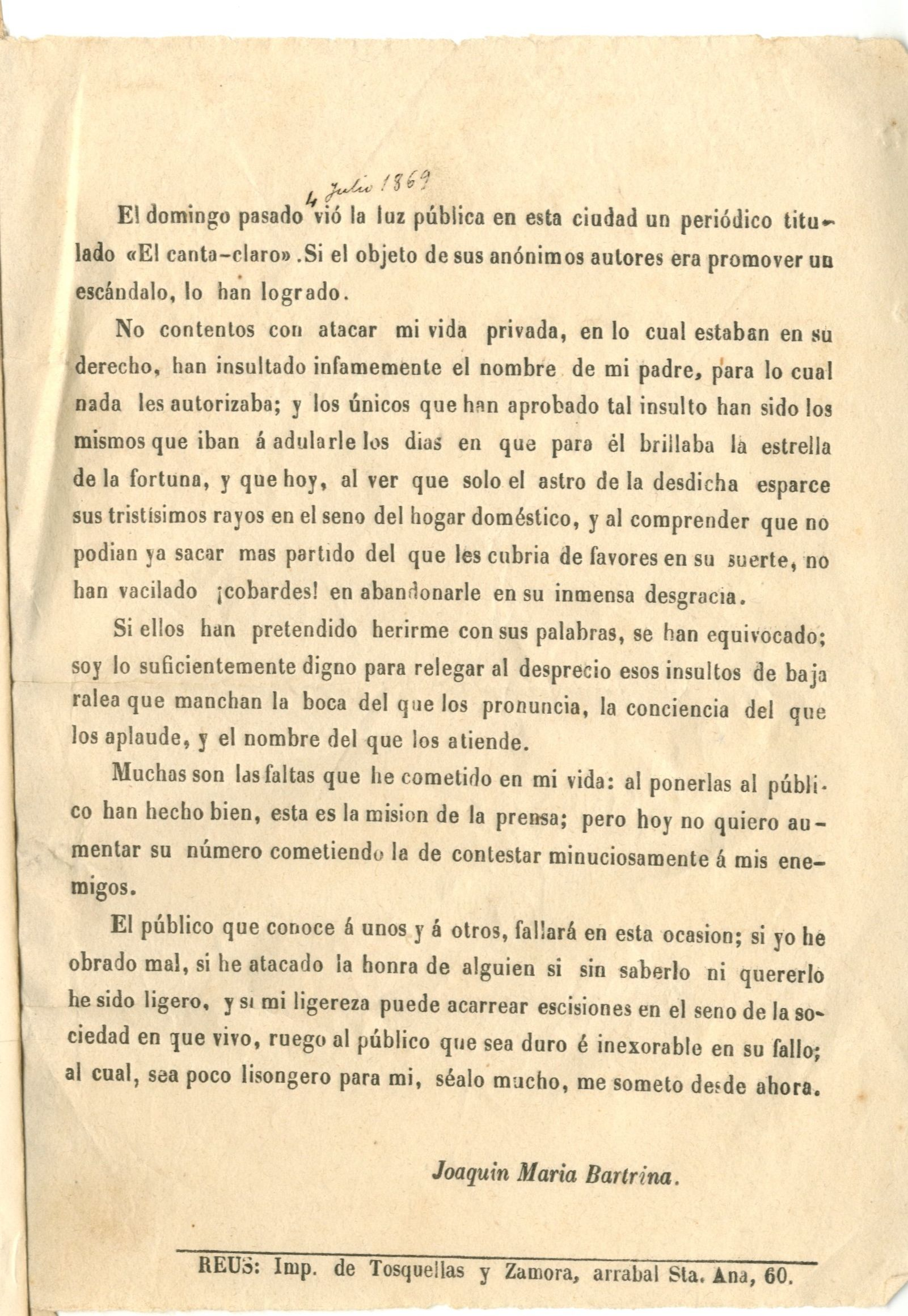
Queixa de Bartrina

El periodista i escriptor reusenc Francesc Gras i Elies, també afiliat al Partit Conservador, diu: "Fundado y dirigido por el gran batallador político D. Mariano Pons, y riñó encarnizados combates con la prensa republicana, defendiéndose con denuedo de los acerados dardos que le dirigían La Redención del Pueblo y el Mosquito". Polemitza també amb La Torre de Babel, encara que tenien la mateixa ideologia conservadora.

## Aspectes tècnics
De format foli, tenia 8 pàgines i va ser imprès a la impremta de Joan Muñoa, que, curiosament, era amic personal de Güell i Mercader. L'únic número que va sortir, el 4-VII-1869, era de distribució gratuïta.

## Localització
- Només es coneix l'exemplar de la Biblioteca Central Xavier Amorós de Reus[3]